# Cladomyza kaniensis
Cladomyza kaniensis är en tvåhjärtbladig växtart som först beskrevs av Pilger, och fick sitt nu gällande namn av Stauff. Cladomyza kaniensis ingår i släktet Cladomyza och familjen Amphorogynaceae. Inga underarter finns listade i Catalogue of Life.